# 1969
1969 (MCMLXIX) a fost un obișnuit al calendarului gregorian care a început într-o zi de miercuri.

## Evenimente

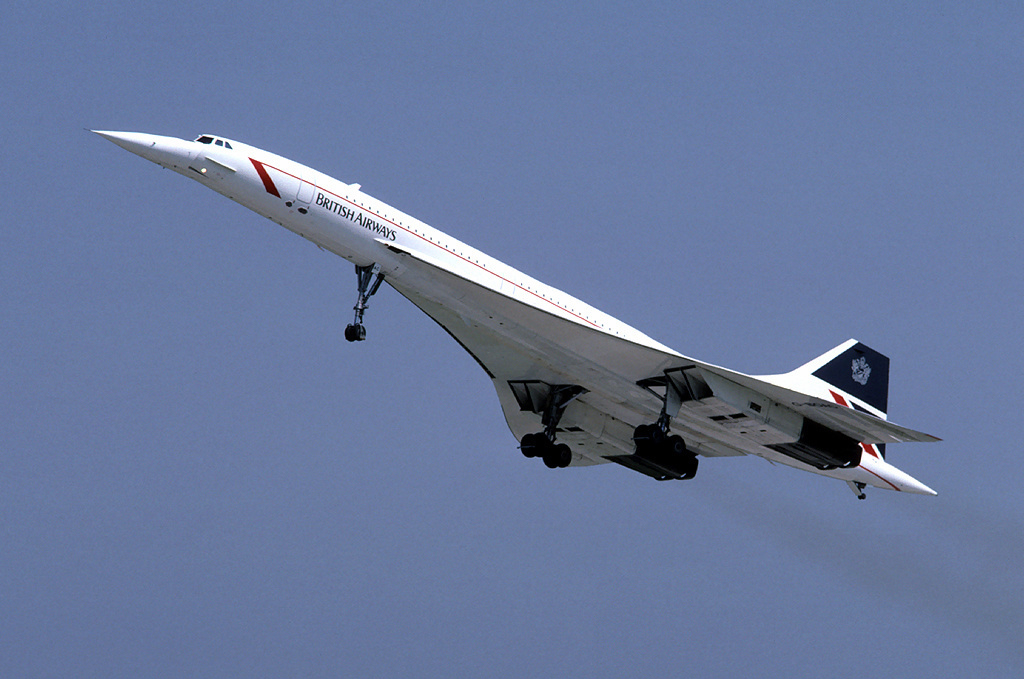
2 martie: Primul zbor al supersonicului franco-britanic de călători, Concorde 001, care va depăși viteza sunetului la 1 octombrie 1969.

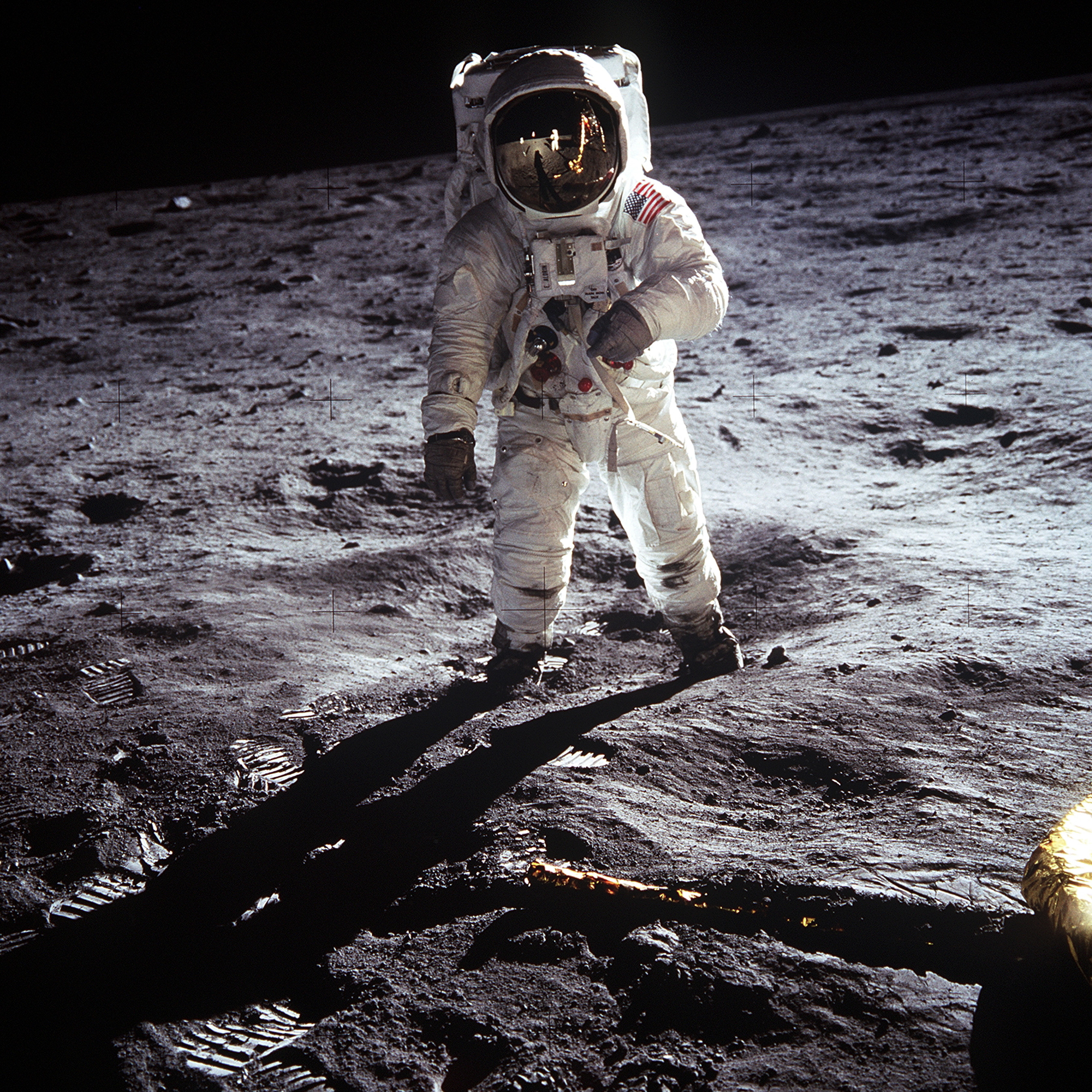
16 iulie: Apollo 11, prima misiune cu echipaj uman care a aselenizat.

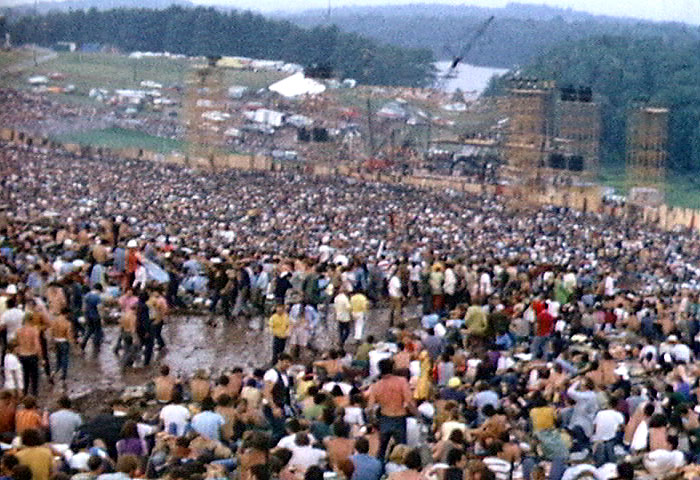
15-18 august: Festivalul Woodstock

### Ianuarie
- 5 ianuarie: Uniunea Sovietică lansează Venera 5 spre planeta Venus.
- 10 ianuarie: Uniunea Sovietică lansează Venera 6 spre planeta Venus.
- 12 ianuarie: Se lansează primul album al formației Led Zeppelin, 'Led Zeppelin', în Statele Unite.
- 16 ianuarie: Studentul ceh Jan Palach, în vârstă de 20 de ani, își dă viața, la Praga, lângă clădirea Muzeului Național, pentru a protesta împotriva invaziei armatei sovietice.
- 20 ianuarie: Republicanul Richard Nixon devine cel de-al 37-lea președinte al Statelor Unite.
- 27 ianuarie: 14 oameni, dintre care nouă evrei, sunt executați la Bagdad pentru spionaj în favoarea Israelului.

### Februarie
- 2 februarie: Sovieticii realizează primul transfer de echipaje între două vehicule spatiale, Soyuz 4 și Soyuz 5.
- 15 februarie: A fost inaugurată linia ferată electrificată București – Brașov, prima de acest fel din România.

### Martie
- 2 martie: Primul zbor al supersonicului franco-britanic de călători, Concorde 001, care va depăși viteza sunetului la 1 octombrie 1969.
- 3 martie: Programul Apollo: Se lansează Apollo 9 pentru testarea modulului lunar.
- 20 martie: John Lennon și Yoko Ono se căsătoresc în Gibraltar. Știind că acest lucru este un mare eveniment de presă, ei au decis să folosească publicitatea pentru a promova pacea mondială. Au petrecut luna de miere în pat la Hotelul Hilton din Amsterdam pentru o săptămână între 25 și 31 martie, invitând presa din lumea întreagă în camera lor de hotel în fiecare zi între orele 9:00 și 21:00, eveniment cunoscut sub numele "În pat pentru pace" (Bed-in for Peace).
- 29 martie: Eurovision 1969 se desfășoară la Madrid; sunt 4 câștigători, fiecare obținând 18 voturi: Spania, Marea Britanie, Olanda și Franța.

### Aprilie
- 17 aprilie: Alexander Dubček, părintele "Primăverii de la Praga", a fost înlocuit în funcția de prim-secretar al CC al PC din Cehoslovacia de către Gustav Husak.
- 17 aprilie: Sirhan Bishara Sirhan este condamnat la închisoare pe viață, pentru asasinarea lui Robert F. Kennedy.
- 28 aprilie: Charles de Gaulle demisionează din funcția de președinte al Franței.

### Mai
- 16 mai: Sonda sovietică Venera 5 aterizează pe Venus.
- 17 mai: Sonda sovietică Venera 6 începe să coboare în atmosfera planetei Venus, trimițând date atmosferice înainte de a fi zdrobită de presiune.
- 18 mai: Programul Apollo: Se lansează Apollo 10, o repetiție pentru aselenizare.
- 23 mai :S-a nascut presedintele Nico

### Iunie
- 20 iunie: Georges Pompidou este ales președinte al Franței.

### Iulie
- 1 iulie: Prințul Charles este investit Prinț de Wales la Caernarfon.
- 14 iulie: Războiul fotbalului - un război de 4 zile între El Salvador și Honduras.
- 16 iulie: Este lansată racheta Saturn V în cadrul misiunii Apollo 11, care va duce pentru prima dată oameni pe Lună.
- 17 iulie: Legația României în Israel a fost ridicată la rangul de ambasadă.
- 18 iulie: Au început lucrările pentru construcția barajului Brazi-Valea Neagră, în cadrul sistemului hidrotehnic Runcu-Baia Mare.
- 20 iulie: Astronautul american Neil Armstrong, membru al echipajului Apollo 11, coboară pe suprafața Lunii, fiind primul om care a pășit pe Lună. Echipajul se va întoarce pe Terra pe 24 iulie.

### August
- 2 august: Vizita președintelui american, Richard Nixon, în România. Este considerată prima vizită a unui președinte american după cel de-al doilea război mondial într-o țară socialistă.
- 8 august: Fotograful scoțian, Iain Macmillan, face fotografia iconică care devine imaginea de copertă a albumului Beatles, Abbey Road. Fotografia a fost făcută la ora 11:35 și îi arată pe cei patru muzicieni traversând o trecere de pietoni din fața Abbey Road Studios. Primul este John Lennon, urmat de Ringo Starr, Paul McCartney în picioarele goale și George Harrison. În timpul sesiunii foto, care a durat șase minute, Macmillan a realizat șase fotografii; a cincea dintre ele, cea în care membrii trupei merg la unison, a fost aleasă pentru coperta celui de-al unsprezecelea album de studio.
- 15 august: La Bethel, New York începe "Festivalul Woodstock" în fața a 400.000 de oameni; o mișcare de protest a tineretului hippie contra războiului din Vietnam.

### Septembrie
- 1 septembrie: Ziua națională a Libiei (Marea Jamahirie Arabă Libiană Populară Socialistă). Ziua revoluției.
- 26 septembrie: The Beatles lansează albumul Abbey Road; primesc laude de la critici și un enorm succes comercial.

### Octombrie
- 13 octombrie: Au fost stabilite relațiile diplomatice dintre România și Noua Zeelandă.
- 21 octombrie: Willy Brandt devine cancelar al Germaniei de Vest.

### Noiembrie
- 14 noiembrie: NASA lansează Apollo 12, a doua misiune cu echipaj uman pe Lună.
- 15 noiembrie: La Washington, D.C., între 250.000 - 500.000 de oameni au protestat față de Războiul din Vietnam.
- 25 noiembrie: John Lennon returnează "Ordinul Imperiului Britanic" pentru a protesta împotriva poziției guvernului britanic de a susține SUA în războiul din Vietnam.

### Decembrie
- 12 decembrie: La cererea Comitetului de Miniștri, Regatul Greciei părăsește Consiliul Europei.[1]
- 21 decembrie: Un echipaj românesc a efectuat ocolul lumii în 80 de ore cu un avion IL–18 din dotarea TAROM, parcurgând 46.000 km.

### Nedatate
- 1969-1972: SALT I (Strategic Arms Limitation Talks, Tratative privind limitarea armelor strategice). Prima rundă de negocieri purtate între Statele Unite și Uniunea Sovietică, având ca subiect reducerea producției de rachete nucleare strategice. A fost semnat de Richard Nixon și Leonid Brejnev în 1972.
- 1969-1970: A început al patrulea dintr-o serie de șase războaie arabo-israeliene. Războiul de uzură între Egipt și Israel desfășurat de-a lungul canalului Suez, a fost oprit cu ajutorul eforturilor diplomației internaționale.
- PBS (Public Broadcasting Service). Serviciul de televiziune publică. Corporație americană privată non-profit de posturi de TV publice.

## Arte, știință, literatură și filozofie
- 13 ianuarie: Beatles lansează albumul Yellow Submarine.
- 11 aprilie: Are loc, la Teatrul Mic din București, premiera piesei Iona de Marin Sorescu.
- 26 septembrie: Beatles lansează albumul Abbey Road în Anglia.
- 1 noiembrie: Piesa lui Elvis Presley, Suspicious Minds, ajunge pe locul 1 în Billboard Music.
- 28 noiembrie: The Rolling Stones își lansează albumul Let It Bleed.
- Anton Dumitriu publică Istoria logicii.
- Constantin Noica publică Douăzeci și șapte de trepte ale realului.
- Emil Cioran publică Demiurgul cel rău.
- Se înființează formația britanică Judas Priest de către K. K. Downing, Ian Hill și Alan Atkins.

## Nașteri

### Ianuarie

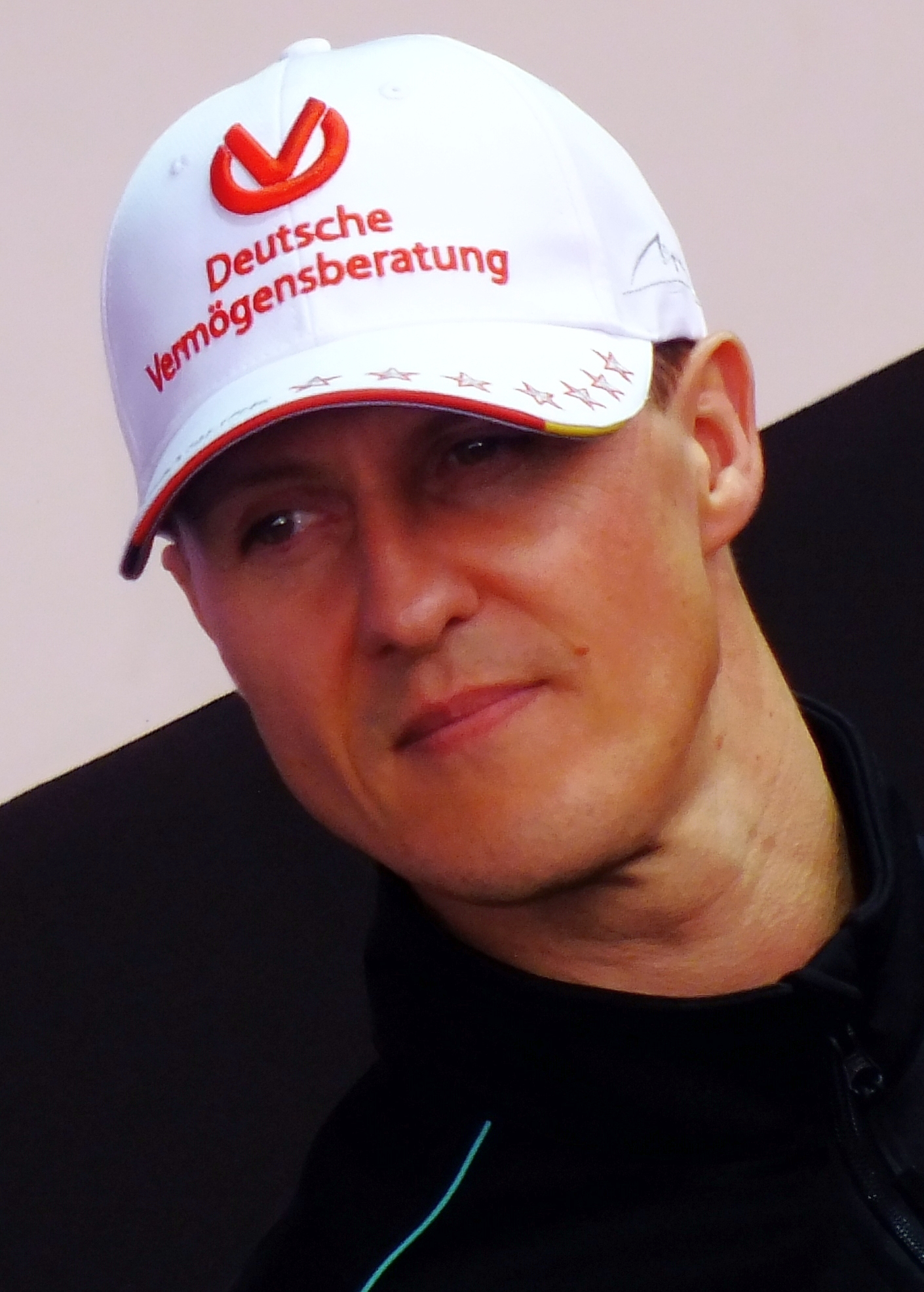
Michael Schumacher, pilot auto german de Formula 1
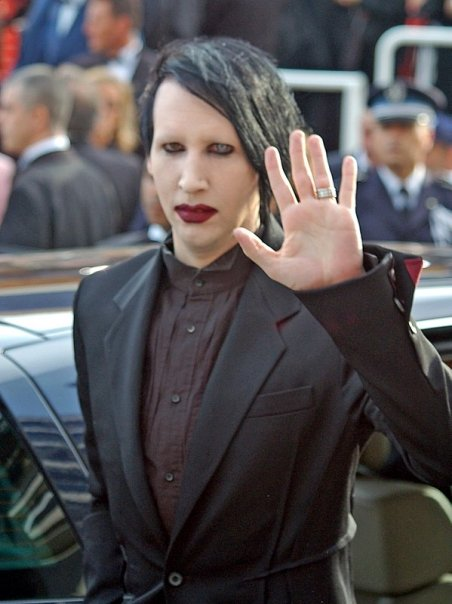
Marilyn Manson, cântăreț, muzician, artist vizual, producător de înregistrări, fost jurnalist muzical, compozitor și actor american
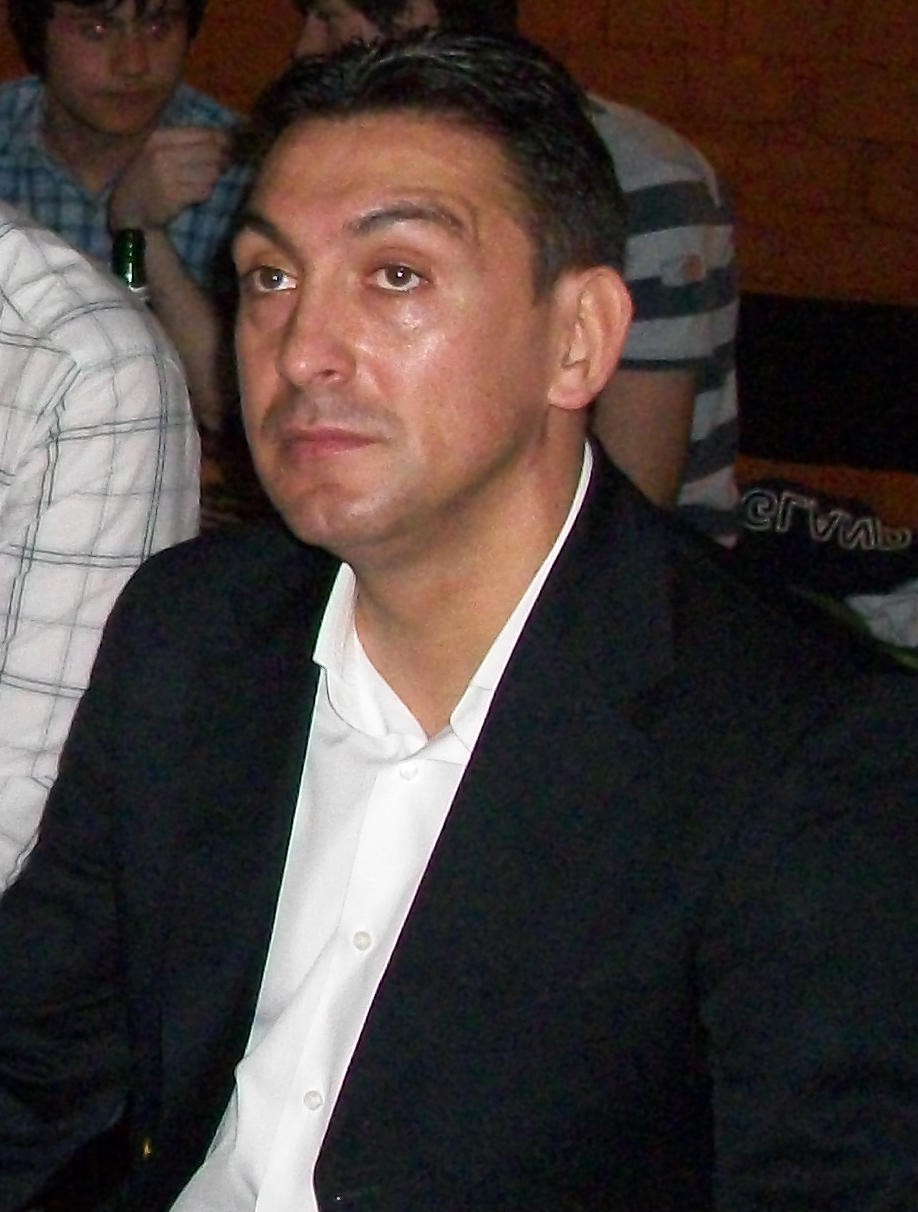
Ilie Dumitrescu, fotbalist, antrenor și analist sportiv român
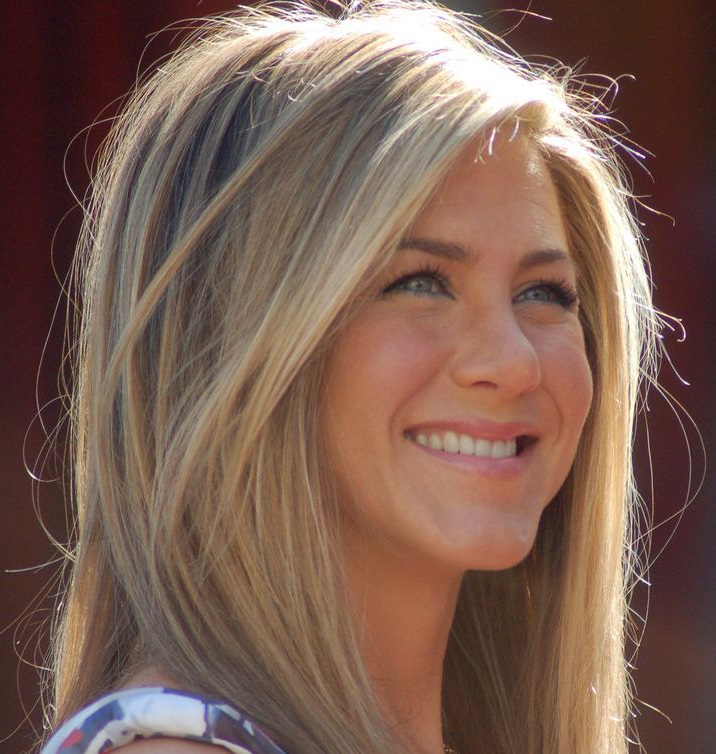
Jennifer Aniston, actriță, regizoare, producătoare de film și femeie de afaceri americană

- 1 ianuarie: Vasile-Cristian Achiței, politician român
- 2 ianuarie: Glen Johnson (Glengoffe Donovan Johnson), pugilistr jamaican
- 3 ianuarie: James Carter, muzician american
- 3 ianuarie: Michael Schumacher, pilot german de Formula 1
- 5 ianuarie: Marilyn Manson (n. Brian Hugh Warner), cântăreț, muzician, producător de înregistrări, actor, artist vizual, jurnalist muzical și compozitor american
- 5 ianuarie: Paul McGillion, actor canadian
- 6 ianuarie: Ilie Dumitrescu (Ilie Vasile Dumitrescu), fotbalist (atacant), antrenor și analist sportiv român
- 8 ianuarie: R. Kelly (Robert Sylvester Kelly), cântăreț și compozitor american
- 8 ianuarie: Marius-Gheorghe Surgent, politician român
- 12 ianuarie: Toni Ionescu, actor român
- 13 ianuarie: Victoria Iftodi, juristă din R. Moldova
- 14 ianuarie: Jason Bateman, actor american de film
- 15 ianuarie: Tudorel Pelin, fotbalist român
- 16 ianuarie: Tudor Ciuhodaru, politician român
- 16 ianuarie: Daniela Escobar (Daniela Escobar Duncan), actriță braziliană
- 16 ianuarie: Per Yngve Ohlin, muzician, cântăreț și textier suedez (Mayhem), (d. 1991)
- 17 ianuarie: Naveen Andrews, actor britanic
- 19 ianuarie: Dănuț Andrușcă, politician român
- 19 ianuarie: Predrag Mijatović, fotbalist muntenegrean (atacant)
- 21 ianuarie: George Lungoci, actor român
- 22 ianuarie: Ion Ștefan, politician român
- 27 ianuarie: Eliette Abécassis, scriitoare franceză
- 29 ianuarie: Rob Barrett, muzician american
- 29 ianuarie: Wagner Lopes, fotbalist japonez (atacant)
- 29 ianuarie: Motohiro Yamaguchi, fotbalist japonez

### Februarie
- 1 februarie: Gabriel Omar Batistuta, fotbalist argentinian (atacant)
- 1 februarie: Brian Krause (Brian Jeffrey Krause), actor american
- 1 februarie: Gabriel Dan Nichita, politician român
- 3 februarie: Matt Johnson, muzician britanic
- 4 februarie: Sven Erik Kristiansen, cantautor norvegian
- 5 februarie: Stana Izbașa, interpretă română de muzică populară
- 11 februarie: Jennifer Aniston (Jennifer Joanna Aniston), actriță, regizoare, producătoare de film și femeie de afaceri americană
- 11 februarie: Yoshiyuki Hasegawa, fotbalist japonez (atacant)
- 12 februarie: Hong Myung-Bo, fotbalist sud-coreean
- 13 februarie: T. O. Bobe (Teodor Dobrin), scriitor român
- 13 februarie: Mihai Leu, boxer român (d.2025)
- 13 februarie: Rudi Vata, fotbalist albanez
- 14 februarie: Vadim Fotescu, jurist și politician din R. Moldova
- 14 februarie: Vlad-George Nădejde, politician român
- 14 februarie: Matt Olmstead, scenarist american
- 16 februarie: David Heath, wrestler american
- 17 februarie: Răzvan Lucescu, fotbalist (portar) și antrenor român
- 18 februarie: Jeanette Hain, actriță germană
- 18 februarie: Michiel van Hulten, politician neerlandez
- 22 februarie: Brian Laudrup, fotbalist danez
- 26 februarie: Maria Buză, actriță și cântăreață română
- 28 februarie: Roman Mihăeș, politician din R. Moldova
- 28 februarie: Eva Glawischnig-Piesczek, politiciană austriacă

### Martie
- 1 martie: Javier Bardem, actor spaniol
- 2 martie: Mihail Porecenkov, actor rus
- 4 martie: Herbert Dorfmann, politician italian
- 5 martie: MC Solaar (n. Claude Honoré M'Barali), cântăreț francez
- 6 martie: Ilinca Goia, actriță română
- 6 martie: Jintara Poonlarp, actriță thailandeză
- 6 martie: Nicholas Rogers, actor australian
- 7 martie: Afrodita Androne, actriță română
- 7 martie: Hideki Noda, pilot japonez de Formula 1 și IndyCar
- 10 martie: Ivan Bușko, politician ucrainean
- 11 martie: Marcelino Oreja Arburúa, politician spaniol
- 11 martie: Terrence Howard, actor american
- 12 martie: Beatrix Kökény, handbalistă maghiară
- 14 martie: Daniel Waters, scriitor american
- 14 martie: Antônio Carlos Zago, fotbalist brazilian
- 16 martie: George-Nicolae Marussi, politician român
- 17 martie: Ilie Gavril Bolojan, politician român, primar al municipiului Oradea (2008-2020)
- 17 martie: Alexander McQueen, fashion designer (d. 2010)
- 18 martie: Eric W. Weisstein, matematician american
- 20 martie: Brian Gerard James, wrestler american
- 21 martie: Simon Busuttil, politician maltez
- 24 martie: Cristina Burciu, politician român
- 26 martie: Ovidiu Liviu Donțu, politician român
- 28 martie: Brett Ratner, regizor de film, american

### Aprilie
- 1 aprilie: Costi Gurgu, scriitor român
- 2 aprilie: Mariella Ahrens, actriță germană
- 2 aprilie: Traian Vasilcău, poet român
- 5 aprilie: Evelina Bleodans, actriță rusă
- 6 aprilie: Paul Rudd, actor american
- 8 aprilie: Radu-Mihai Mihail, manager și politician român
- 9 aprilie: Nicușor Păduraru, politician român
- 11 aprilie: Goldust (n. Dustin Patrick Runnels), wrestler american
- 11 aprilie: Leonard Miron, jurnalist român
- 15 aprilie: Marian Ghiveciu, politician român
- 17 aprilie: Liliana Ciobanu, politiciană română
- 18 aprilie: Rumiana Jeleva, politiciană bulgară
- 19 aprilie: Hiromitsu Isogai, fotbalist japonez
- 20 aprilie: Marietta Slomka, jurnalistă germană
- 25 aprilie: Alla Dolință, politiciană din R. Moldova
- 25 aprilie: Renée Zellweger, actriță americană
- 26 aprilie: Simona Șomăcescu, actriță română
- 27 aprilie: Stas Mihailov, cântăreț rus
- 29 aprilie: Paul Adelstein, actor american
- 30 aprilie: Justine Greening, politiciană britanică

### Mai
- 1 mai: Mary Lou McDonald, politiciană irlandeză
- 1 mai: Yasuyuki Moriyama, fotbalist japonez
- 3 mai: Andrei Păunescu, muzician și scriitor român
- 3 mai: Amy Ryan (n. Amy Beth Dziewiontkowski), actriță americană
- 5 mai: Gheorghe Coman, politician român
- 6 mai: Vladimir Filat, politician, prim-ministru al R. Moldova (2009-2013)
- 7 mai: Marie Bäumer, actriță germană
- 7 mai: Robert Licu, handbalist și antrenor român
- 9 mai: Dan Tătaru, politician român (d. 2020)
- 10 mai: Dennis Nicolaas Bergkamp, fotbalist neerlandez (atacant)
- 13 mai: Valeri Lebedev, fotbalist rus
- 14 mai: Irinel Anghel, compozitoare română
- 14 mai: Cate Blanchett (Catherine Élise Blanchett), actriță australiană
- 16 mai: Ursula Buschhorn, actriță germană
- 21 mai: Georghi R. Gongadze, jurnalist ucrainean (d. 2000)
- 24 mai: Erlend Loe, romancier norvegian
- 24 mai: Nicoleta Luca-Meițoiu, pianistă română de muzică clasică
- 25 mai: Dora Ortelecan-Dumitrescu, actriță română
- 29 mai: Sándor Bende, politician român
- 30 mai: Vladimir Alexandru Mănăstireanu, politician român

### Iunie

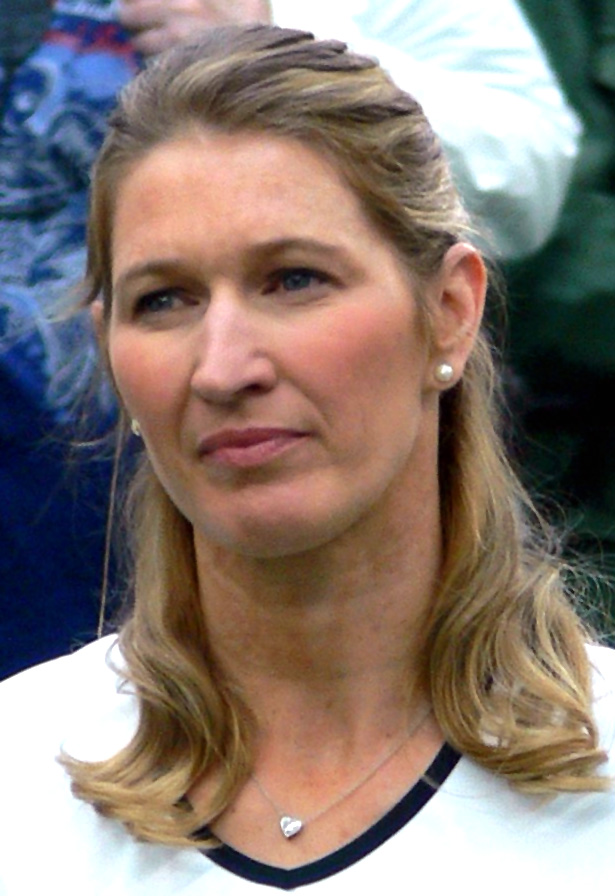
Steffi Graf, jucătoare germană de tenis
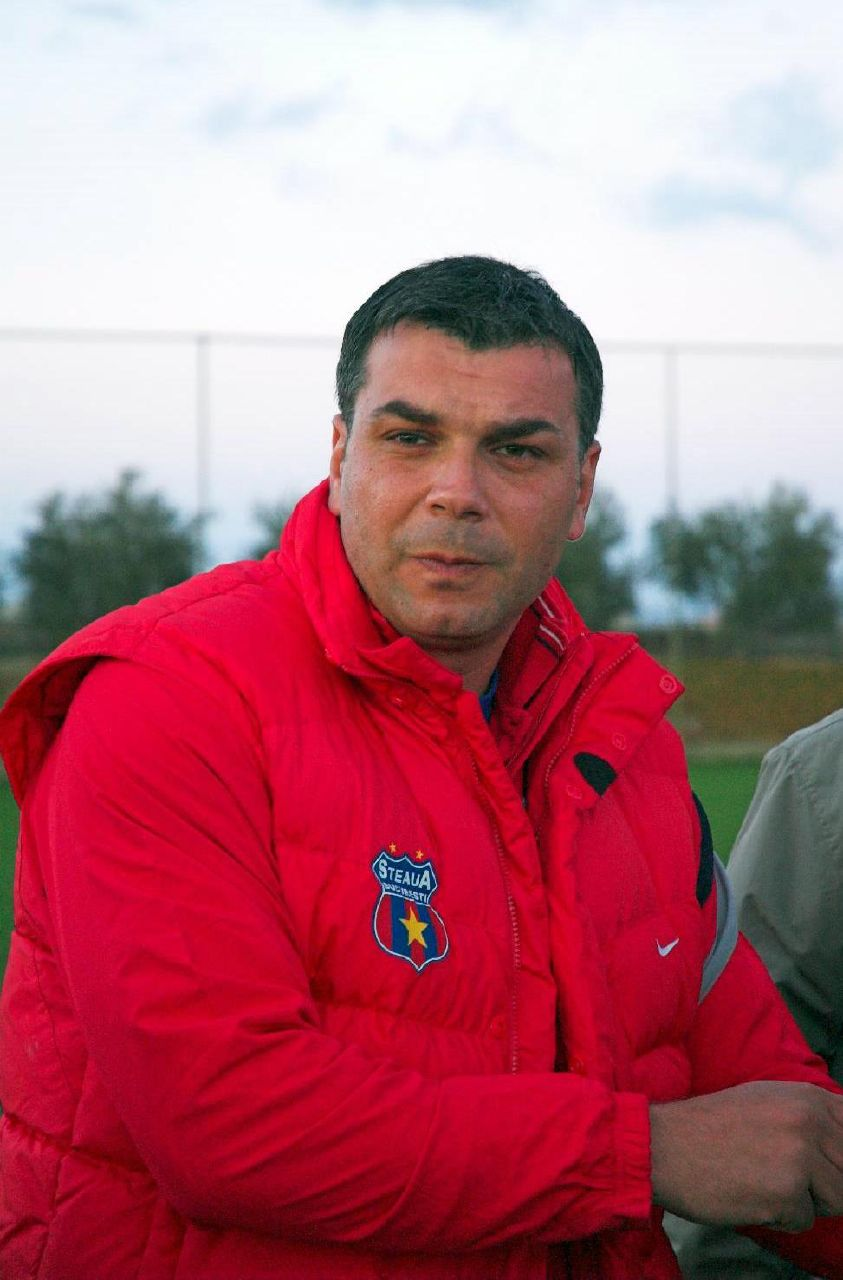
Cosmin Olăroiu, fotbalist și antrenor român
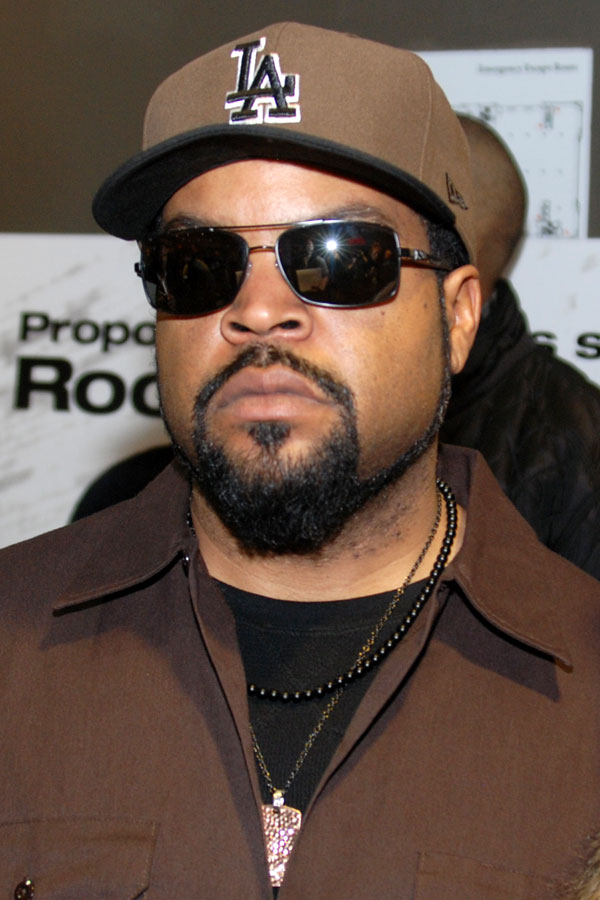
Ice Cube, rapper, actor și regizor american
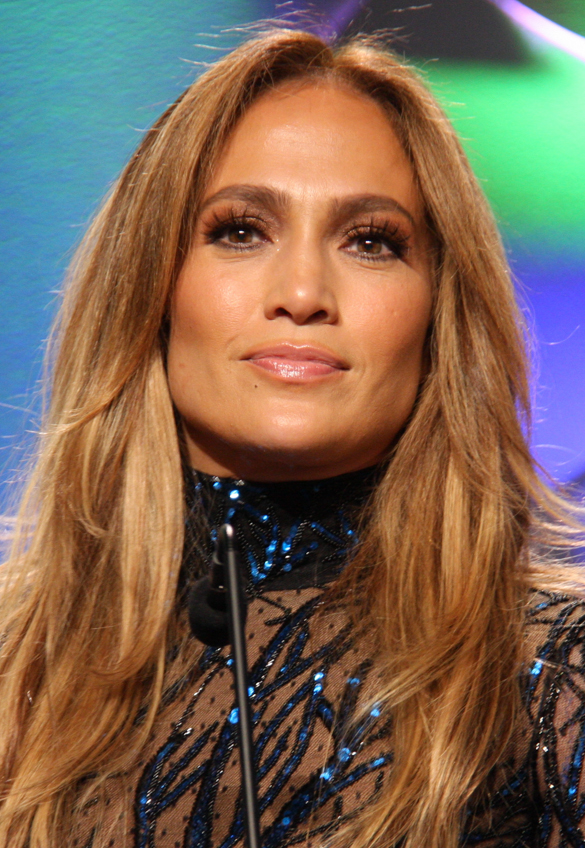
Jennifer López, actriță, cântăreață, dansatoare, producătoare, designer și femeie de afaceri americană

- 1 iunie: Marian Ivan, fotbalist român
- 1 iunie: Siv Jensen, politiciană norvegiană
- 1 iunie: Mugurel Liviu Sârbu, politician român
- 6 iunie: Paul Dicu, atlet român
- 6 iunie: Fernando Carlos Redondo Neri, fotbalist argentinian
- 8 iunie: J. P. Manoux (Jean-Paul Christophe Manoux), actor american
- 9 iunie: Florence Kuntz, politiciană franceză
- 10 iunie: Cosmin Olăroiu (Cosmin Aurelian Olăroiu), fotbalist și antrenor român
- 11 iunie: Gabriela Muskała, actriță poloneză
- 11 iunie: Daniel Vasile Oajdea, politician român
- 12 iunie: Heinz-Christian Strache, politician austriac
- 14 iunie: Steffi Graf, jucătoare germană de tenis
- 15 iunie: Ice Cube (n. O'Shea Jackson), rapper, actor și regizor american
- 15 iunie: Oliver Rolf Kahn, fotbalist german (portar)
- 17 iunie: Lucian-Manuel Ciubotaru, politician român
- 17 iunie: Mircea Stănescu, politician român (d. 2009)
- 19 iunie: Roel Reiné, regizor de film neerlandez
- 19 iunie: Yoshiaki Sato, fotbalist japonez
- 19 iunie: Sever Voinescu, politician român
- 20 iunie: Paulo Bento, fotbalist portughez
- 21 iunie: Dan Păsat, politician român
- 22 iunie: Yariv Levin, om politic israelian, președinte al Knessetului
- 23 iunie: Ahinoam Nini, cântăreață israeliană
- 24 iunie: Nicodemo Gentile, avocat și personalitate de televiziune italian
- 24 iunie: Iulian Iacomi, politician român
- 25 iunie: Yasuto Honda, fotbalist japonez
- 27 iunie: Alessandro Esseno, compozitor italian
- 28 iunie: Phil Masinga, fotbalist sud-african (d. 2019)
- 29 iunie: Costin Mărculescu, actor și cântăreț român (d. 2020)
- 30 iunie: Corneliu Furculiță, politician din R. Moldova

### Iulie
- 3 iulie: María Esther Herranz García, politiciană spaniolă
- 3 iulie: Shawnee Smith, actriță și cântăreață americană
- 6 iulie: Rareș Șerban Mănescu, politician român
- 7 iulie: Cristian Ghica, politician român
- 7 iulie: Shiro Kikuhara, fotbalist japonez
- 11 iulie: John Kiffmeyer, muzician american
- 13 iulie: Traian Cihărean, halterofil român
- 13 iulie: Oleg Serebrian, politolog, eseist și politician din R. Moldova
- 14 iulie: Jean-Luc Couchard, actor belgian
- 14 iulie: Rung Suriya, actor thailandez
- 16 iulie: Sahra Wagenknecht, politician german
- 17 iulie: F. Gary Gray (Felix Gary Gray), regizor de film, american
- 24 iulie: Jennifer Lopez (Jennifer Lynn Lopez), actriță, cântăreață, dansatoare, producătoare, designer și femeie de afaceri americană
- 25 iulie: Costin Maleș, fotbalist român
- 26 iulie: Ioana Abur, actriță română
- 27 iulie: Dacian Cioloș, inginer agronom și om politic român
- 29 iulie: Răzvan Exarhu, ziarist român
- 30 iulie: Maciej Kowalewski, actor polonez
- 30 iulie: Ilie Toma, politician român
- 31 iulie: David Cash, wrestler american
- 31 iulie: Ben Chaplin (n. Benedict John Greenwood), actor britanic

### August

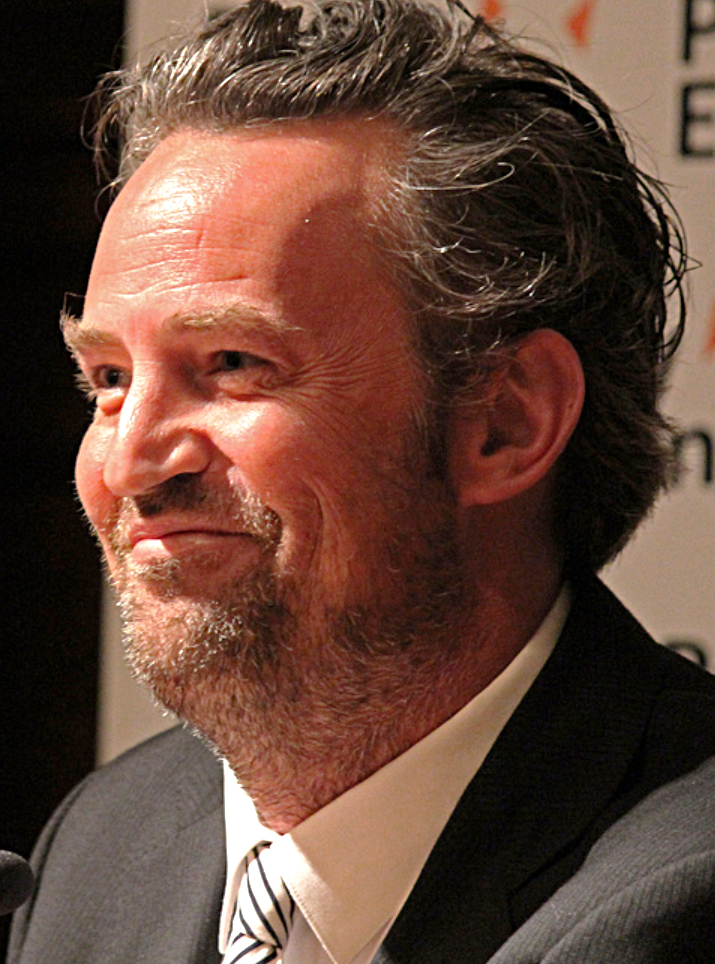
Matthew Perry, actor, comedian, scenarist, producător executiv și dramaturg american
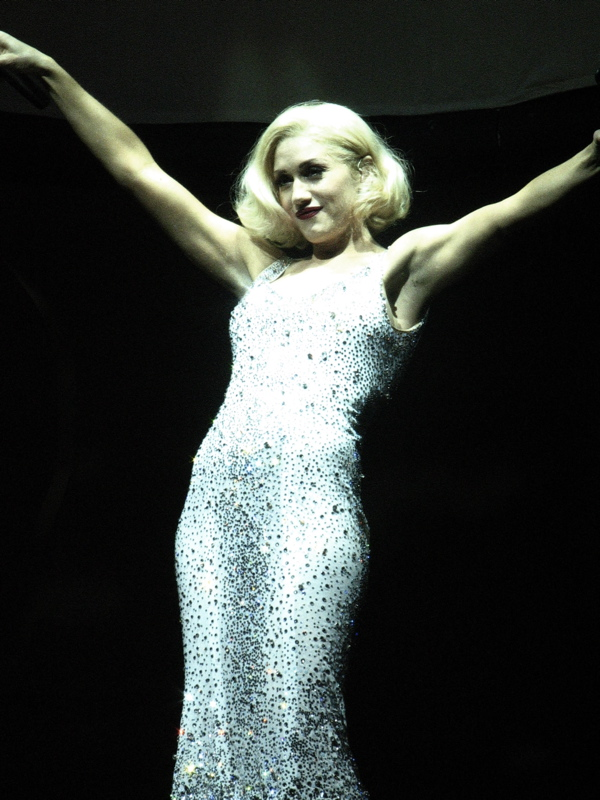
Gwen Stefani, cântăreață, compozitoare, designer de modă, actriță și producătoare americană
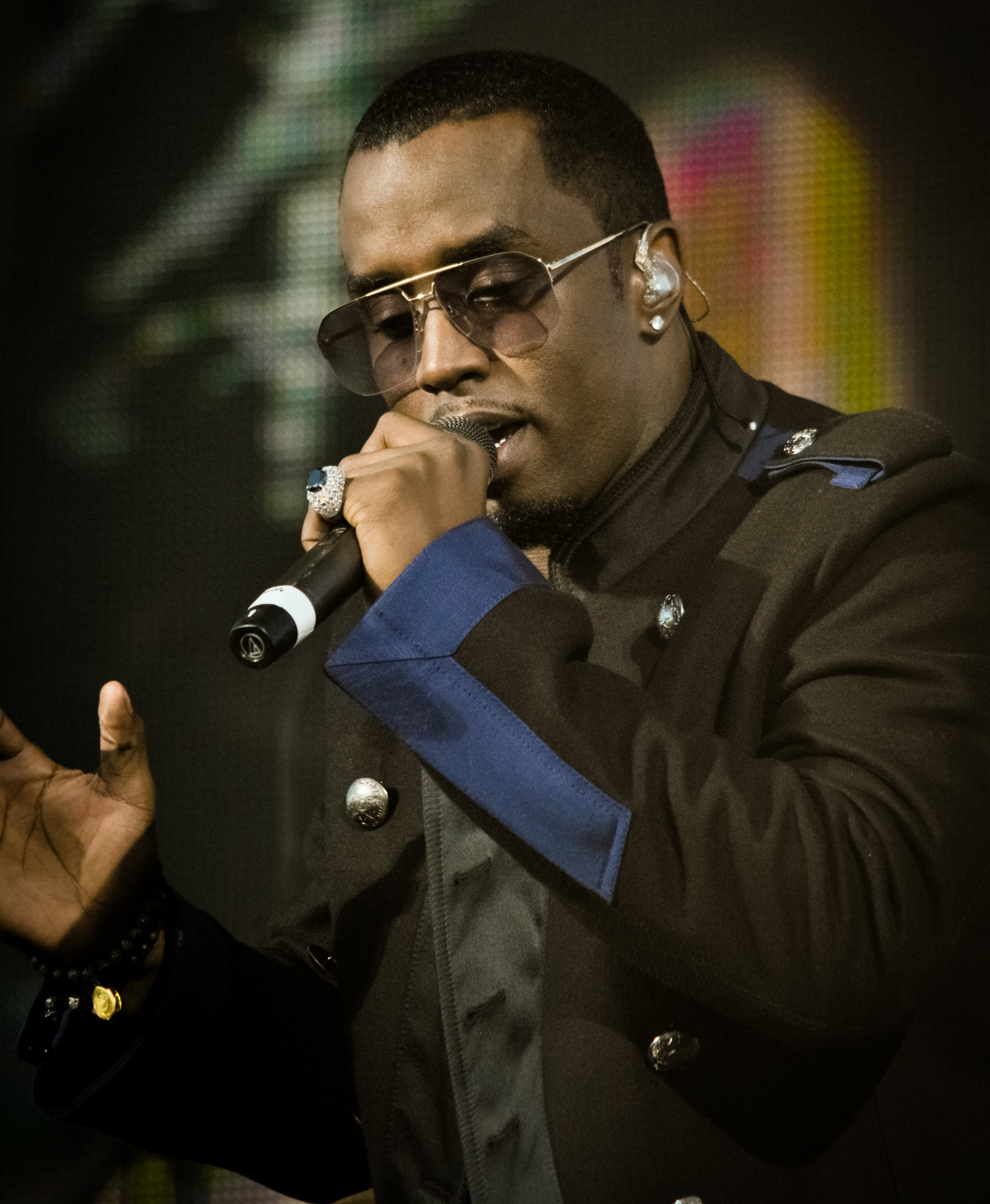
Sean Combs, rapper, cântăreț, compozitor, director executiv, creator de modă, producător și actor american
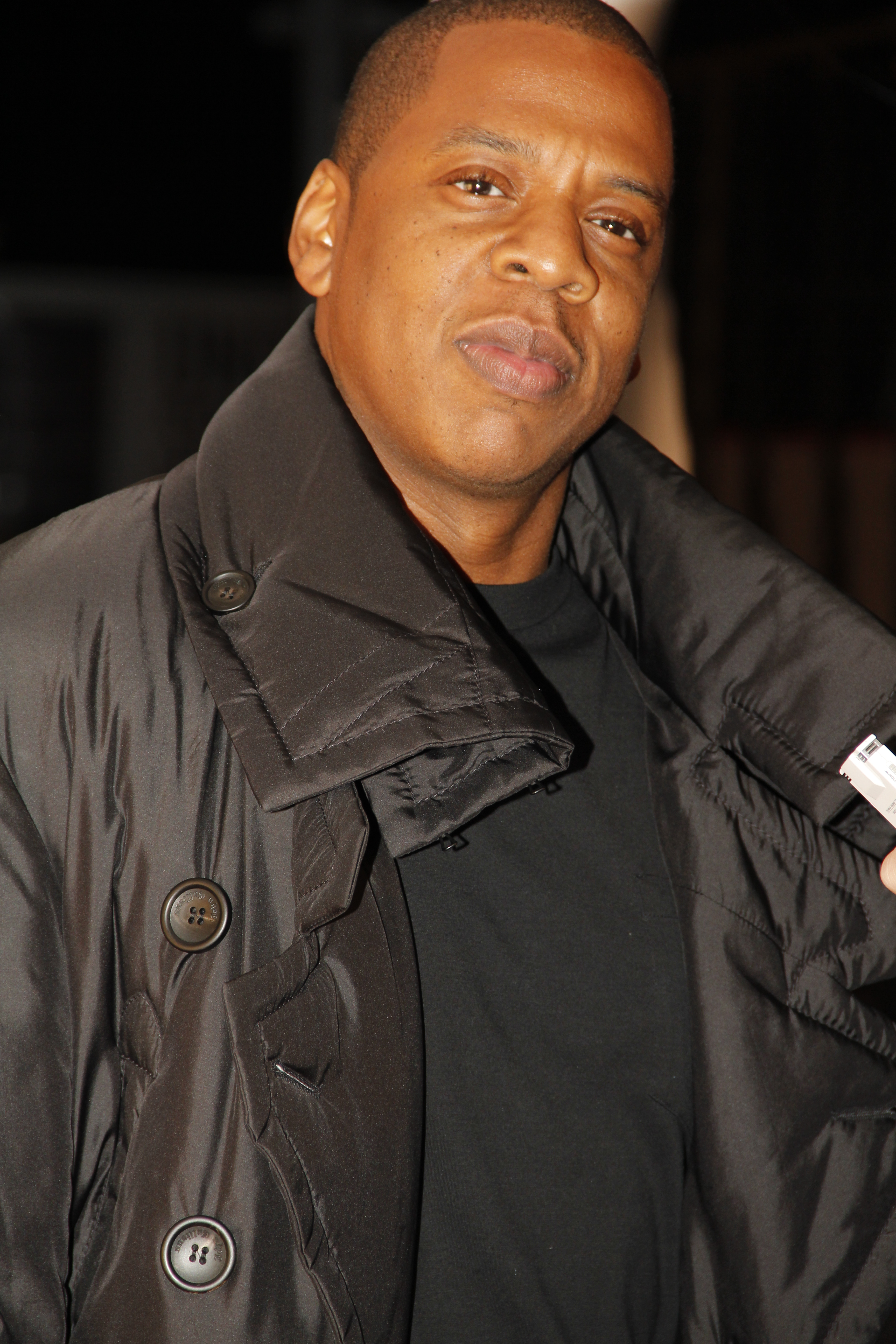
Jay-Z, rapper, om de afaceri, compozitor, cântăreț, filantrop, antreprenor, producător de înregistrări și actor american

- 2 august: Jan Axel Blomberg, baterist norvegian (Mayhem)
- 2 august: Codruț Șereș, politician român
- 3 august: Mihaela Rădulescu (n. Mihaela Țiganu), realizatoare de emisiuni TV, română
- 3 august: Tomáš Zatloukal, politician ceh
- 4 august: Max Cavalera, muzician brazilian
- 4 august: Vlad Ivanov, actor român
- 6 august: Valentin David, fotbalist român
- 6 august: Elliott Smith (n. Steven Paul Smith), cântăreț american de muzică rock (Heatmiser), (d. 2003)
- 9 august: Marius-Sorin-Ovidiu Bota, politician român
- 12 august: Simona Mihăescu, actriță română
- 12 august: Tanita Tikaram, cântăreață britanică
- 18 august: Edward Norton (Edward Harrison Norton), actor american
- 19 august: Matthew Perry (n. Matthew Langford Perry), actor, comedian, scenarist, producător executiv și dramaturg canadiano-american (d. 2023)
- 20 august: Ozana Barabancea, cântăreață română
- 24 august: Florian Daniel Geantă, politician român
- 24 august: Gabriel Mutu, politician român
- 25 august: Ioan Isaiu, actor român

### Septembrie
- 1 septembrie: Francesco Munzi, scenarist italian
- 3 septembrie: Valeriu Todirașcu, economist român
- 4 septembrie: Louis Aliot, politician francez
- 4 septembrie: Ghiorghi Margvelașvili, politician și politolog georgian, președintele Georgiei (din 2013)
- 5 septembrie: Leonardo Araújo, fotbalist și antrenor brazilian
- 6 septembrie: Norio Omura, fotbalist japonez
- 9 septembrie: Csilla Hegedüs, ministru al culturii, de etnie maghiară (2014)
- 11 septembrie: Ștefan-Petru Dalca, politician român
- 13 septembrie: Daniel Fonseca, fotbalist uruguayan
- 15 septembrie: Dan Lungu, scriitor român
- 17 septembrie: Ken Doherty, jucător de snooker, irlandez
- 17 septembrie: Bismarck Barreto Faria, fotbalist brazilian
- 19 septembrie: Candy Dulfer, muziciană neerlandeză
- 19 septembrie: Simona Păucă, sportivă română (gimnastică artistică)
- 19 septembrie: Tapio Wilska, cântăreț finlandez
- 20 septembrie: Richard Witschge, fotbalist neerlandez
- 22 septembrie: Pavel Kolobkov, scrimer rus
- 23 septembrie: Zsolt-Istvan Biro, politician român
- 24 septembrie: Shawn Crahan (Michael Shawn Crahan), muzician american
- 24 septembrie: Raluca Prună (Raluca Alexandra Prună), om politic român, ministru al justiției (2015-2016)
- 26 septembrie: Dan Stulbach, actor brazilian
- 27 septembrie: Bogdan Suceavă, matematician român
- 28 septembrie: Anant Kumar, scriitor german
- 29 septembrie: Ivica Vastić, fotbalist austriac

### Octombrie
- 3 octombrie: Gwen Stefani (Gwen Renée Stefani), cântăreață, compozitoare, designer de modă, actriță și producătoare americană
- 9 octombrie: PJ Harvey (Polly Jean Harvey), cântăreață engleză
- 19 octombrie: Trey Parker, scenarist, producător, artist vocal, muzician și actor american
- 21 octombrie: Salman bin Hamad bin Isa al Khalifa, prinț moștenitor al statului Bahrain

### Noiembrie
- 3 noiembrie: Petteri Orpo, politician finlandez, prim-ministru
- 4 noiembrie: Sean Combs (Sean John Combs), rapper, cântăreț, compozitor, director executiv, creator de modă, producător și actor american
- 4 noiembrie: Matthew McConaughey, actor american
- 10 noiembrie: Khalaf Ali AlKhalaf, scriitor sirian
- 10 noiembrie: Faustino Asprilla, fotbalist columbian
- 10 noiembrie: Jens Lehmann, fotbalist german
- 10 noiembrie: Ellen Pompeo (Ellen Kathleen Pompeo), actriță americană
- 10 noiembrie: Francisc Vaștag, boxer român
- 12 noiembrie: Tomas Christiansen, cântăreț danez
- 13 noiembrie: Stephen Full, actor american
- 13 noiembrie: Eugenia Șerban, actriță română
- 14 noiembrie: Luminița Erga, actriță română
- 20 noiembrie: Cătălin-Daniel Fenechiu, avocat, politician român
- 20 noiembrie: Wolfgang Stark, arbitru de fotbal, german
- 27 noiembrie: Oleg Balan, politician din R. Moldova

### Decembrie
- 2 decembrie: Eugen Voica, fotbalist român
- 3 decembrie: Melanie Marschke, actriță germană
- 4 decembrie: Jay-Z (n. Shawn Corey Carter), rapper, cântăreț, om de afaceri, filantrop, antreprenor, compozitor, producător de înregistrări și actor american
- 4 decembrie: Dorel Zegrean, fotbalist român
- 6 decembrie: Ildikó Mincza-Nébald, scrimeră maghiară
- 6 decembrie: Konrad Szymański, politician polonez
- 9 decembrie: Sebastian Spence, canadian actor
- 11 decembrie: Stig Inge Bjørnebye, fotbalist norvegian
- 12 decembrie: Cătălin Necula, fotbalist român
- 16 decembrie: Michelle Smith de Bruin, înotătoare irlandeză
- 17 decembrie: Igor Corman, politician din R. Moldova
- 18 decembrie: Santiago Cañizares, fotbalist spaniol
- 19 decembrie: Aziza Mustafa Zadeh, cântăreață azeră
- 20 decembrie: Alain de Botton, scriitor elvețian
- 20 decembrie: Serhii Holubîțkîi, scrimer ucrainean
- 20 decembrie: Nicușor Dan, matematician, activist civic, politician român
- 20 decembrie: Ahn Jung-hoon, actor sud-coreean
- 21 decembrie: Antonio Alexe, baschetbalist român (d. 2005)
- 22 decembrie: Beatrice Tudor, politiciană română
- 23 decembrie: Cătălin Tofan, fotbalist român
- 24 decembrie: Ed Miliband (Edward Samuel Miliband), om politic social-democrat britanic
- 27 decembrie: Jean-Christophe Boullion, pilot francez de Formula 1
- 27 decembrie: Alexander Rubel, istoric german
- 29 decembrie: Allan McNish, pilot britanic de Formula 1
- 31 decembrie: Duma Boko, politician și avocat din Botswana, al șaselea președinte al Botswanei

## Decese
- 4 ianuarie: Corneliu Robe, 60 ani, fotbalist român (n. 1908)
- 31 ianuarie: Stoian Zagorcinov, 79 ani, scriitor bulgar (n. 1889)
- 12 februarie: Ferenc Agárdi, 70 ani, scriitor, publicist și istoric, membru fondator al Partidului Comunist Maghiar (n. 1898)
- 13 februarie: Kazimierz Wierzyński, 74 ani, poet polonez (n. 1894)
- 20 februarie: Henry Deutschmeister, 66 ani, producător de film francez de etnie română (n. 1902)
- 21 februarie: Vasile Lăzărescu, 75 ani, mitropolit român (n. 1894)
- 22 februarie: Nicolae Dașcovici, 81 ani, istoric român (n. 1888)
- 26 februarie: Levi Eșkol, 73 ani, politician israelian (n. 1895)
- 26 februarie: Karl Jaspers, 86 ani, filosof și psihiatru german (n. 1883)
- 9 martie: Richard Crane, 50 ani, actor american (n. 1918)
- 19 martie: Florica Musicescu, 81 ani, muziciană română (n. 1887)
- 21 martie: Franz Kräuter, 83 ani, lider politic german din România, deținut politic (n. 1885)
- 23 martie: Tudor Teodorescu-Braniște, 69 ani, jurnalist român (n. 1899)
- 26 martie: John Kennedy Toole, 31 ani, romancier american (n. 1937)
- 28 martie: Dwight D. Eisenhower (Ike), 78 ani, al 34-lea președinte american (1953-1961), (n. 1890)
- 31 martie: Ilie Matei, 73 ani, chimist român (n. 1895)
- 4 aprilie: Joseph Schubert, 78 ani, arhiepiscop romano-catolic de București, deținut politic (n. 1890)
- 9 aprilie: Georg Hoprich, 31 ani, scriitor român (n. 1938)
- 12 aprilie: D. F. Malherbe (Daniël Francois Malherbe), 87 ani, scriitor sud-african (n. 1881)
- 13 aprilie: Silviu Ploeșteanu, 56 ani, fotbalist român (n. 1913)
- 2 mai: Franz von Papen, 89 ani, cancelar german (1932), (n. 1879)
- 6 mai: Bohumil Bydžovský, 89 ani, matematician ceh (n. 1880)
- 10 mai: Eli Lotar (Eliazar Lotar Teodorescu), 64 ani, fotograf francez de etnie română (n. 1905)
- 20 mai: Victor Daimaca, 76 ani, astronom român (n. 1892)
- 5 iulie: Walter Gropius, 86 ani, arhitect și pedagog german (n. 1883)
- 15 iulie: Gheorghe Demetrescu, 84 ani, matematician român (n. 1885)
- 19 iulie: Stratis Myrivilis (n. Efstratios Stamatopoulos), 77 ani, scriitor grec (n. 1892)
- 24 iulie: Witold Gombrowicz, 64 ani, scriitor polonez (n. 1904)
- 26 iulie: Ilie Motrescu, 27 ani, scriitor român (n. 1941)
- 31 iulie: Virgilia Braniște, 83 ani, participantă în calitate de soră de caritate, la campanile Armatei României în Primul Război Mondial (n. 1885)
- 5 august: Ducele Adolf Friedrich de Mecklenburg (n. Adolf Friedrich Albrecht Heinrich de Mecklenburg), 95 ani (n. 1873)
- 5 august: Nereo Costantini, 63 ani, sculptor italian (n. 1905)
- 6 august: Theodor W. Adorno, 65 ani, filosof, sociolog, teoretician și compozitor german (n. 1903)
- 9 august: Constantin Ion Parhon, 94 ani, medic endocrinolog, politician român (n. 1874)
- 9 august: Cecil Frank Powell, 65 ani, fizician britanic (n. 1903)
- 10 august: János Kodolányi, 69 ani, scriitor maghiar (n. 1899)
- 14 august: George Oprescu, 87 ani, istoric român (n. 1881)
- 17 august: Otto Stern, 81 ani, fizician german, laureat al Premiului Nobel (1943), (n. 1888)
- 17 august: Ludwig Mies van der Rohe (n. Ludwig Mies), 83 ani, arhitect german (n. 1886)
- 25 august: Marcel Allain, 83 ani, scriitor francez (n. 1885)
- 31 august: Rocky Marciano, 45 ani, boxer american, campion mondial (n. 1923)
- 2 septembrie: Ho Chi Minh, 79 ani, președinte al Vietnamului de Nord (1955-1969), (n. 1890)
- 10 septembrie: Constantion Bădescu, 77 ani, general român (n. 1892)
- 11 septembrie: Baladine Klossowska, 83 ani, pictoriță franceză (n. 1886)
- 13 septembrie: Dumitru Petrescu, 63 ani, politician român (n. 1906)
- 19 septembrie: Bert Bakker, 57 ani, scriitor neerlandez (n. 1912)
- 25 septembrie: Paul Scherrer, 79 ani, fizician elvețian (n. 1890)
- 1 octombrie: Alexandru Moghioroș, 58 ani, comunist român (n. 1911)
- 4 octombrie: Léon Brillouin, 80 ani, fizician francez (n. 1889)
- 9 octombrie: Celia Calderón, 48 ani, artistă mexicană (n. 1921)
- 11 octombrie: Boris Ștefanov, 86 ani, jurnalist român de etnie bulgară (n. 1883)
- 14 octombrie: August Sang, 55 ani, poet estonian (n. 1914)
- 29 octombrie: Cecilia Cuțescu-Storck, 90 ani, pictoriță română (n. 1879)
- 1 noiembrie: Ion Bărbulescu (aka B'Arg), 81 ani, pictor român (n. 1887)
- 8 noiembrie: Vesto Slipher, 93 ani, astronom american (n. 1875)
- 28 noiembrie: José María Arguedas, 58 ani, scriitor peruan (n. 1911)
- 4 decembrie: Achille Chavée, 63 ani, poet belgian (n. 1906)
- 4 decembrie: Alexandru Marky, 50 ani, fotbalist român (n. 1919)
- 13 decembrie: Bunroku Shishi, 76 ani, scriitor japonez (n. 1893)
- 15 decembrie: Nicolae Nestorescu, 68 ani, medic român (n. 1901)

### Nedatate
- Andruță Ceaușescu, 82 ani, tatăl lui Nicolae Ceaușescu (n. 1886)

## Premii Nobel
- Fizică: Murray Gell-Mann (SUA)
- Chimie: Derek Barton (Marea Britanie), Odd Hassel (Norvegia)
- Medicină: Max Delbrück, Alfred Hershey, Salvador Luria (SUA)
- Literatură: Samuel Beckett (Irlanda)
- Pace: Organizația Internațională a Muncii